# Małaja Ultrakowa
Małaja Ultrakowa (ros. Малая Ультракова) – wieś (sieło) w Rosji, w obwodzie czelabińskim, w rejonie argajaskim. W 2010 liczyła 225 mieszkańców.